# Hemerocoetes macrophthalmus
Hemerocoetes macrophthalmus är en fiskart som beskrevs av Regan, 1914. Hemerocoetes macrophthalmus ingår i släktet Hemerocoetes och familjen Percophidae. Inga underarter finns listade i Catalogue of Life.